# Kota Agung (Tiga Dihaji)
Kota Agung is een bestuurslaag in het regentschap Ogan Komering Ulu Selatan van de provincie Zuid-Sumatra, Indonesië. Kota Agung telt 546 inwoners (volkstelling 2010).